# شهريار مندني بور
شهريار مندني بور هو روائي إيراني. ولد في شيراز بجنوب إيران في الخامس عشر من فبراير لعام 1957. وهو كاتب وروائي في الأدب الفارسي الحديث. وهو أب لإبنين هما باران ودانيال.
ترجمت وطبعت أول رواية له باللغة الإنجليزية عام 2009 وهي رواية (Censoring an Iranian Love Story).

## روابط خارجية
- شهريار مندني بور على موقع IMDb (الإنجليزية)